# Wyatt Knight
Wyatt Knight (Estados Unidos; 20 de enero de 1955- Maui, Hawái; 25 de octubre de 2011) fue un actor estadounidense conocido principalmente por su papel en la saga de la película cómica Porky's.

## Carrera
Knight estudió desde muy joven actuación y logró su primer papel en la televisión en 1979 con la serie The Waltons. Después vinieron papeles en series como Star Trek: The Next Generation, M*A*S*H*, Renegado, Pacific Blue y Crafty, entre otras.
En cine se lució con el rol de Tommy Turner en la película Porky's en 1981, la cual tuvo sus dos secuelas Porky's II: The Next Day (1983) y Porky's Revenge (1985).

## Muerte
Wyatt Knight se suicidó en las afueras de su casa en Maui, Hawái, el 25 de octubre de 2011. Según su esposa, Silvina Knight, en los últimos tiempos venia sufriendo de cáncer, enfermedad que no pudo sobrellevar y que le producía fuertes dolores y lo llevó a padecer cuadros de profunda depresión. Tenía 56 años.

## Filmografía
- 2003: Maniac Magee
- 1993: The American Clock
- 1989: Those She Left Behind.
- 1988: Promised a Miracle.
- 1985: Dirty Work.
- 1985: Porky's Revenge.
- 1983: Porky's II: The Next Day.
- 1981: Porky's
- 1981: Murder in Texas.
- 1981: Rivals.
- 1979: Friendly Fire.